# Trabia (przystanek kolejowy)
Trabia (wł. Stazione di Trabia) – przystanek kolejowy w Trabii, w prowincji Palermo, w regionie Sycylia, we Włoszech. Stacja znajduje się na linii Palermo – Katania, Palermo – Porto Empedocle i Palermo – Mesyna. 
Według klasyfikacji RFI ma kategorię srebrną.

## Linie kolejowe
- Linia Palermo – Katania
- Linia Palermo – Porto Empedocle
- Linia Palermo – Mesyna